# 치킨라이스

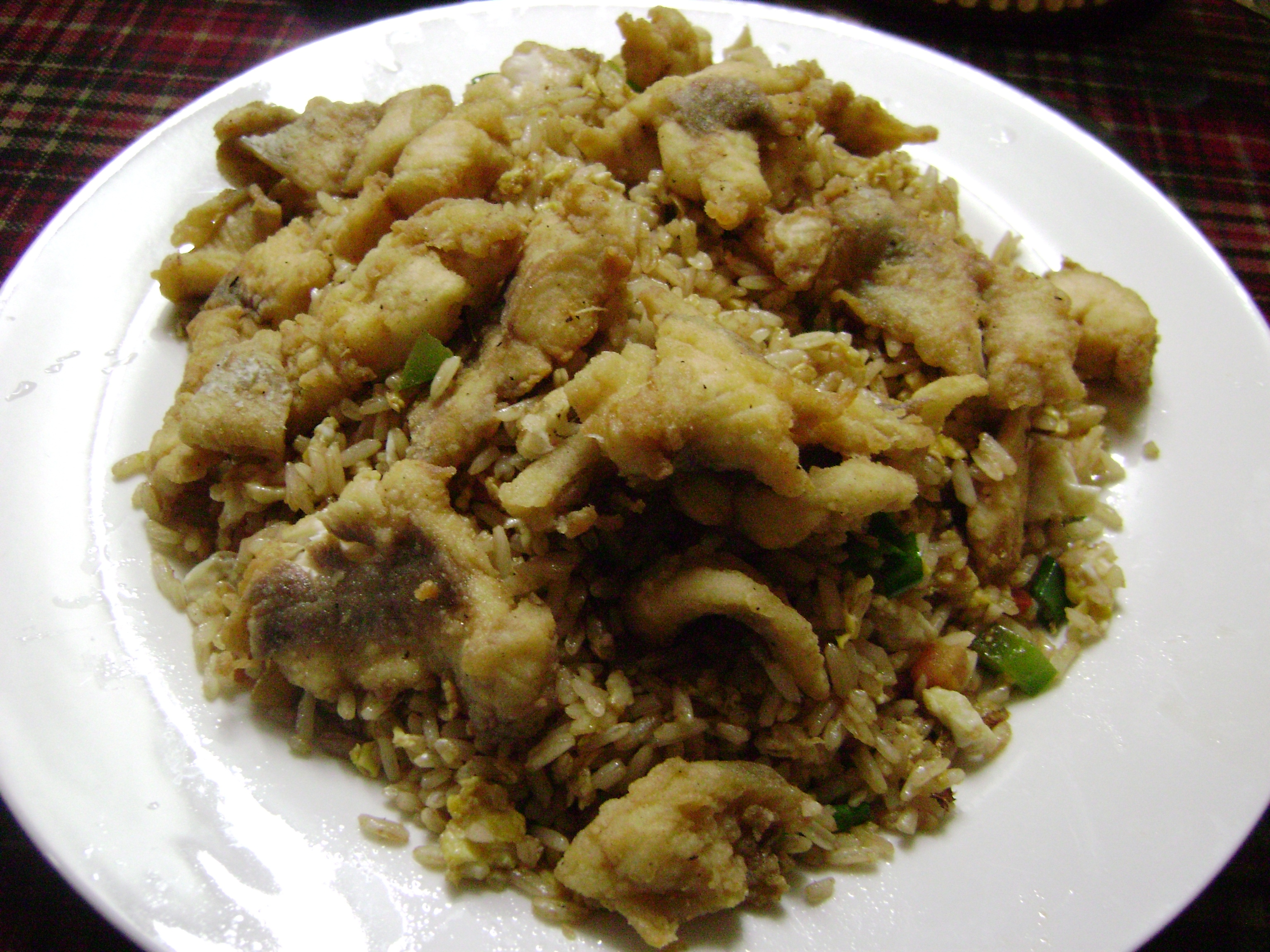
치킨라이스의 모습.

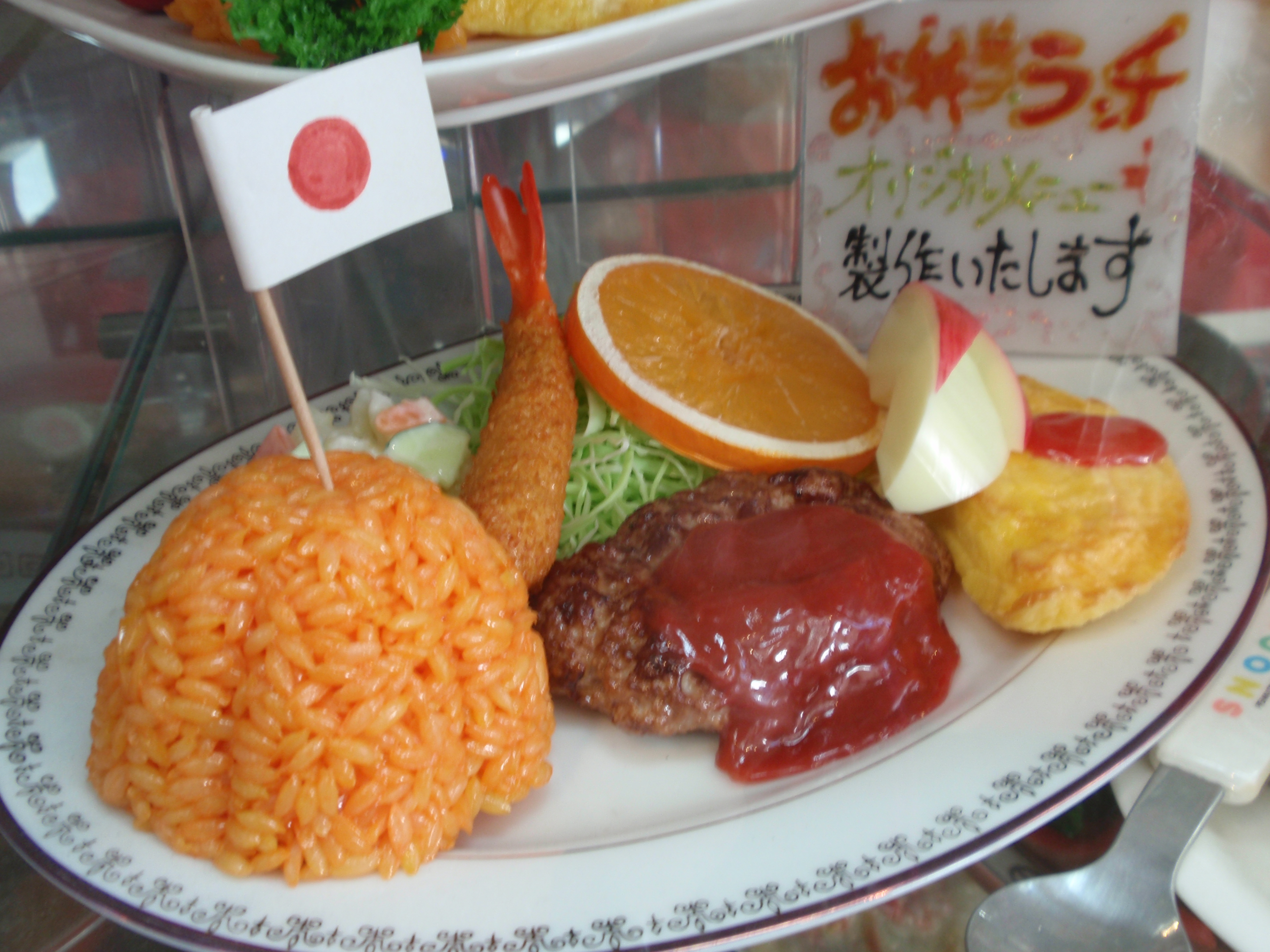
어린이 메뉴로 나온 일본의 치킨라이스.

치킨라이스(일본어: チキンライス, 영어: Chicken rice)는 밥에 닭고기를 넣어 볶고 토마토 케첩으로 맛을 낸 요리이다. 일본에서 유래한 요리로 일본에서는 '양식'의 일종으로 취급한다. 
일반적인 볶음밥과 마찬가지로 어린이 런치메뉴에 내는 경우가 흔하다. 특히 높이 올려 쌓아 조그만 깃발을 장식삼아 꽂는 요리가 대중적이다. 한편으로 치킨라이스를 얇은 계란으로 감싸면 그대로 치킨을 넣은 오므라이스가 되기도 한다.

## 역사
치킨라이스는 다이쇼 시대 (1910~1920년대)에는 '칫켄라이스' (チッケンライス)라 표기하였으며, 닭고기와 당근, 양파를 같이 볶아 지은 서양식 밥 요리로서 케첩을 전혀 사용하지 않아 밥이 붉은색인 경우는 없었다. 여기에 케첩이 들어가게 된 것은 다이쇼시대 말기부터 쇼와 시대 초입 시기였다. 칫켄라이스는 주로 교회에서 크리스마스에 열리는 크리스마스 자선회에서 가난한 가정의 어린이와 고아에게 주먹밥으로 만들어 나눠주었다. 이는 서양요리라 영양가가 높고 어른과 아이 가릴 것 없이 많이 먹을 수 있다는 자원봉사자들의 판단에 따라 제공되었던 것이었다.

## 조리법
닭고기, 양파, 버섯, 당근, 완두콩, 옥수수 등을 다지거나 깍둑썰기를 한 뒤, 프라이팬에 기름을 두르고 닭고기를 먼저 넣어 색깔이 변할 때까지 볶는다. 그런 뒤 나머지 재료를 넣고 잠시 후 밥을 부어 다 같이 볶아 요리한다. 소금과 후추로 간을 본 다음 1시간 후에 미리 볶아둔 토마토 케첩을 첨가해 볶아 완성한다. 양념은 토마토 케첩이 일반적이지만 다르게 만들기도 한다.
기름에 볶지 않고 밥솥만으로 조리하기도 하고, 재료 역시 다양해 닭고기 대신 햄이나 베이컨, 소시지, 돼지고기를 넣은 요리도 많다. 닭고기가 재료로 들어가지 않으면 '케첩라이스' (ケチャップライス)라 부른다. 일본의 화장품기업 시세이도에서 운영하는 명문 양식점 시세이도 팔러에서 판매하는 치킨라이스는 토마토 케첩을 쓰지 않고 닭고기와 양파, 버섯을 토마토 소스에 삶은 뒤 밥에 볶아 만드는 법을 택한다.

## 같이 보기
- 카오 팟 아메리깐